# Echinotheridion levii
Echinotheridion levii là một loài nhện trong họ Theridiidae.
Loài này thuộc chi Echinotheridion. Echinotheridion levii được M. J. Ramírez & José Valentín Herrera González miêu tả năm 1999.